# Lochindorb (Neuseeland)
Lochindorb ist eine kleine, aus wenigen Häusern bestehende Siedlung im Clutha District der Region Otago auf der Südinsel von Neuseeland.

## Geographie
Die Siedlung befindet sich rund 19 km südwestlich von Balclutha zwischen den Wisp Range im Südwesten und Kaihiku Range im Norden, direkt am Puerua River liegend.